# Fredrik Willstrand
Fredrik Willstrand, "Shakin' Fredrik", född 10 januari 1970 i Jönköping, är en svensk popsångare som slog igenom 1987 i tv-programmet Solstollarna Han medverkade i den svenska Melodifestivalen 1986 med låten Fem i tolv, men slogs ut efter den första omgången. 1999 medverkande han i Stefan & Kristers buskis Bröstsim & Gubbsjuka. Han gjorde 2009 comeback tillsammans med Mikael Grahn och Stefan Nykvist som trion Gentlemen. Vintern 2019 medverkade han i revyn "I vått och torrt" som arrangerades av Gotlandsrevyn i Klintehamn.

## Diskografi

### Album
- 1984 You Took Away My Heart
- 1985 Vild Fantasi
- 1988 Fredrik Willstrand
- 2009 Awaken Me (med Gentlemen)

### Singlar
- 1984 It's Saturday Night/Don't Keep Me Waiting
- 1985 Tänd Dina Ljus/You Took Away My Heart
- 1985 Sommar Igen/Natten Är Ung
- 1985 HååVee
- 1985 Primadonna donna / Varje hjärtas detektiv
- 1986 Susanne/I Wanna Rock
- 1986 Fem i Tolv/I Natt
- 1987 Innocent Eyes/Full Time Hero
- 1987 Summer Is Over / Sommar'n Är Över (med Katarina Nydestam)
- 1987 I Wonder
- 1987 Runaway/Full Time Hero
- 1988 Tonight/Love Of A Lifetime
- 1989 Big Sensation/Handle With Care
- 2009 When We Danced (med Gentlemen)
- 1990 Star  med  KISS`N´TELL
- 1990 What ever makes our love grow med  KISS´N´TELL